# 阿羅薩
阿羅薩（德语：Arosa）是瑞士的城鎮，位於該國東部，由格勞賓登州負責管轄，面積154.8平方公里，海拔高度1,775米，2011年人口3,353，人口密度為每平方公里79人。

## 外部連結
- Official Arosa tourism site （页面存档备份，存于）
- Alpine Pearls （页面存档备份，存于）
- Livecams of Arosa